# Бодони, Джамбаттиста
Джамбатти́ста (Джованни Баттиста) Бодо́ни (итал. Giambattista (Giovanni Battista) Bodoni; 16 февраля 1740, Салуццо — 29 ноября 1813, Парма) — итальянский издатель, типограф, художник-шрифтовик и гравёр.

## Биография

### Детство и юность
Джамбаттиста Бодони родился 16 февраля 1740 года в итальянском городке Салуццо в провинции Кунео в Пьемонте. Его отец, печатник Франческо Агостино, обучал его своему ремеслу с раннего возраста. Едва достигнув 18 лет, 15 февраля 1758 года Бодони отправился в Рим по стопам своего деда, который когда-то был наборщиком в типографии делла Камера. Префект Конгрегации Пропаганды веры при Святом Престоле поручил ему упорядочить гарнитуры шрифта Гарамон, приобретённые Папой Сикстом V в XV веке. Затем он работал в типографии Конгрегации, покинув её после самоубийства директора типографии, бывшего также его учителем.
Он воспользовался своим нахождением в Риме, чтобы изучить в Римском университете Ла Сапиенца основы нескольких восточных языков. В 1766 году он решил отправиться в Лондон, где искусство типографики процветало благодаря Джону Баскервиллу и Уильяму Каслону, но не смог этого сделать из-за болезни.
После выздоровления, по предложению Гийома дю Тийо, премьер-министра Фердинанда I, герцога Пармского, который хотел основать в Парме такую же значительную типографию, как парижская, Бодони был назначен директором пармской герцогской типографии в сотрудничестве с Клементе Бонди и вступил в должность 24 марта 1768 года. Впоследствии он получил разрешение открыть свою частную типографию, в которой с 1773 по 1791 год работали братья Аморетти, что повлияло на большинство шрифтов Бодони.

### Пармская герцогская типография
Типография, в которой Джамбаттиста Бодони проработал более 45 лет, располагалась в старом герцогском дворце Палаццо делла Пилотта, где в настоящее время расположен музей Бодони. В типографии работали 20 человек.
С октября 1768 года Бодони печатал книги на типографском оборудовании, заказанном в Салуццо, в Турине и у известного гравёра Пьера-Симона Фурнье. В 1770 году к нему присоединился его брат Джузеппе, возглавивший литейный цех. В 1771 году он опубликовал свою первую коллекцию виньеток и заглавных букв, навеянных работами Фурнье; эта и последующие коллекции сделают Бодони знаменитым в Италии и за рубежом.
В 1775 году он опубликовал «Epithalamia exoticis linguis reddita» в честь свадьбы короля Сардинского королевства Карла Эммануила IV, князя Пьемонта, и Клотильды Французской, сестры короля Франции. Это замечательное произведение, оформленное лучшими гравёрами того времени, было создано в сотрудничестве с преподавателем восточных языков Пармского университета Паоло Мария Пачауди и Джан Бернардо ди Росси.
В 1788 году он составил и опубликовал первую редакцию «Типографического руководства» (Manuale tipografico), включающее в себя алфавит его собственного изобретения. Во Франции и Италии ходили слухи, согласно которым буквы этого алфавита фактически были реализованы братьями Аморетти, что Бодони отрицал.
По поручению испанского королевского посла в Риме Хосе Николаса де Азара, Бодони опубликовал произведения Горация в 1791 году, Вергилия в 1793 году, Тибулла и Проперция в 1794 году. 18 марта 1791 года Бодони женился на Маргерите делл’Альо, которая помогала ему вести обширную переписку и продолжила его дело после его смерти. В том же году, с разрешения герцога Пармы, он основал свою частную типографию, в которой затем попытался реализовать масштабный проект по созданию шрифтов для всех известных языков мира. В числе прочего издал в 1806 году образец молитвы «Отче наш» на 155 языках.

### Французская оккупация
Бодони продолжил свою деятельность после оккупации Пармы наполеоновскими войсками (1796—1797 гг.) и аннексии в 1802 году.
Приблизительно в 1798 году Бодони нарисовал литеру с высококонтрастными линиями и завершенными окончаниями, что явилось большим новшеством в типографическом сообществе и послужило отправной точкой современных литер.
Бодони заведовал печатанием известного издания «Oratio Dominica» («Отче наш»), опубликованного в 1806 г. Он напечатал пролог на французском, итальянском и латыни шрифтами «Бодони» и посвящение принцу Евгению Богарне, который финансировал издание. Книга содержит перевод молитвы «Отче наш» на 155 языков. Это самый большой каталог алфавитов и прежде неопубликованных шрифтов. Бодони сам выгравировал и подготовил матрицы, и каждая страница представляет собой элегантное произведение, содержащее самые диковинные литеры почти неизвестных в Европе начала XIX века языков, что увеличивает очарование этого уникального издания.
Издания Бодони имели огромный успех в основном за счет их качества, использования богатых иллюстраций и элегантной типографики. Представители европейской аристократии использовали бумагу наилучшего качества, придумывали изящные страницы, которые тщательно печатали и переплетали. Бодони удостоился наград Папы Римского, различных королей Европы и города Парма, где была создана медаль в его честь. Упоминается любопытный факт переписки с Бенджамином Франклином на тему типографики.
В 1808 году он опубликовал результат пятилетнего труда — «Илиаду» на 800 страницах, посвящённую Наполеону и опубликованную в 122 экземплярах, два из которых на пергаментной бумаге предназначались Наполеону и вице-королю Евгению; этот последний экземпляр находится в Палатинской библиотеке в Парме.
По просьбе Иоахима Мюрата, Бодони напечатал в 1812 году произведения Фенелона, а в 1813 году, незадолго до смерти, — произведения Расина.
Бодони умер 29 ноября 1813 года в Парме. При его кончине присутствовал звонарь самого большого колокола собора, названного «Bajòn», что считалось привилегией князей и самых прославленных людей. На протяжении двадцати лет после его смерти частная типография, возглавляемая Джузеппе Паганино, опубликовала две сотни произведений, в том числе Лафонтена и Буало в 1814 году.
Его вдова, Маргерита делл’Альо, опубликовала в 1818 году последнюю версию главного труда Бодони, «Типографического руководства» (Manuale tipografico), состоящего из двух томов и посвящённого новой правительнице Пармы, герцогине Марии-Луизе. Перед смертью в 1841 году Маргерита безуспешно пыталась продать типографию. Она была приобретена в 1843 году Марией-Луизой.

## Типографическое руководство
«Типографическое руководство» (лат. Manuale Tipografico) Бодони содержит более 600 нарезок, латинские и экзотические шрифты, тысячу орнаментов и гравюр, разработанных великим типографом. Но его настоящая ценность заключается не в том, что это красиво напечатанная и редчайшая книга и не в том, что это завещание величайшего типографа своего времени, а том, что в нём содержатся первые современные, усовершенствованные, изысканные и строгие шрифты как те, что были созданы Джоном Баскервиллом, но не столь жёсткие и формальные, как те, что были начертаны его великим французским соперником Фирменом Дидо. Другим важным аспектом этого монументального труда является целостность его стиля, являющегося образцом художественной целостности, актуальным и в наше время.
В предисловии к руководству Бодони излагает четыре принципа, или качества, которые составляют красоту семейства гарнитур:
- Во-первых, однородность и согласованность начертания, который состоит в понимании того, что многие из букв алфавита имеют общие элементы, которые должны отражаться в каждой из них.
- Во-вторых, элегантность в сочетании с чистотой за счет точного размера и тщательной отделки пуансонов, которые производят идеальную матрицу, дающую чистые и тонкие буквы.
- Третий принцип — хороший вкус: типограф должен оставаться верен чистой простоте и никогда не забывать о своем «долге» перед лучшими литерами прошлого.
- Четвёртым качеством, по утверждению Бодони, является очарование — качество, которое трудно поддается определению, но присутствует в литерах, создающих впечатление, что они начертаны ни небрежно, ни быстро, а очень неторопливо, с любовью.

Бодони был большим поклонником Джона Баскервилла и подробно изучал рисунки шрифтов Пьера-Симона Фурнье и Фирмена Дидо и руководствовался их работами, особенно Дидо. Но Бодони, несомненно, нашел свой личный и особый стиль, в том числе и из-за способа печати.

## Наследие
В настоящее время в музее Бодони в Парме, в Палаццо делла Пилотта, хранятся более 22 618 оригинальных пунсонов и 42 148 деревянных матриц.
Современные интерпретации шрифтов Бодони:
- ATF Bodoni (М. Ф. Бентон[англ.]; 1907—1915)
- Mergenthales Linotype Bodoni (1914—1916)
- Haas Bodoni (1924—1939)
- Bauer Bodoni (Louis Hoell; 1924)
- Berthold Bodoni (1930)

Шрифтолитейная фабрика Stempel Type Foundry изготавливает адаптации шрифта «Хаас Бодони».

## Награды
- 1782 — типограф Королевского совета при короле Испании Карле III с правом на пенсию.
- 1803 — гражданин Пармы, и в его честь отлита медаль.
- 1806 — золотая медаль первой парижской выставки.
- 1808 — присуждение пожизненной пенсии Мюрата.
- 1810 — пенсия Наполеона.
- 1812 — награждён Императорским Орденом Воссоединения.